# Mig joc
|   | a | b | c | d | e | f | g | h |   |
| 8 | a8 negres torre · d8 negres dama · h8 negres rei · a7 negres peó · b7 negres cavall · e7 negres alfil · f7 negres peó · g7 negres torre · h7 negres peó · e6 negres peó · f6 blanques cavall · g6 negres peó · c5 negres peó · e5 blanques peó · f5 negres alfil · g5 blanques dama · d4 negres peó · f4 blanques peó · f3 blanques cavall · g3 blanques torre · a2 blanques peó · b2 blanques peó · c2 blanques peó · g2 blanques peó · h2 blanques peó · c1 blanques alfil · f1 blanques torre · g1 blanques rei | a8 negres torre · d8 negres dama · h8 negres rei · a7 negres peó · b7 negres cavall · e7 negres alfil · f7 negres peó · g7 negres torre · h7 negres peó · e6 negres peó · f6 blanques cavall · g6 negres peó · c5 negres peó · e5 blanques peó · f5 negres alfil · g5 blanques dama · d4 negres peó · f4 blanques peó · f3 blanques cavall · g3 blanques torre · a2 blanques peó · b2 blanques peó · c2 blanques peó · g2 blanques peó · h2 blanques peó · c1 blanques alfil · f1 blanques torre · g1 blanques rei | a8 negres torre · d8 negres dama · h8 negres rei · a7 negres peó · b7 negres cavall · e7 negres alfil · f7 negres peó · g7 negres torre · h7 negres peó · e6 negres peó · f6 blanques cavall · g6 negres peó · c5 negres peó · e5 blanques peó · f5 negres alfil · g5 blanques dama · d4 negres peó · f4 blanques peó · f3 blanques cavall · g3 blanques torre · a2 blanques peó · b2 blanques peó · c2 blanques peó · g2 blanques peó · h2 blanques peó · c1 blanques alfil · f1 blanques torre · g1 blanques rei | a8 negres torre · d8 negres dama · h8 negres rei · a7 negres peó · b7 negres cavall · e7 negres alfil · f7 negres peó · g7 negres torre · h7 negres peó · e6 negres peó · f6 blanques cavall · g6 negres peó · c5 negres peó · e5 blanques peó · f5 negres alfil · g5 blanques dama · d4 negres peó · f4 blanques peó · f3 blanques cavall · g3 blanques torre · a2 blanques peó · b2 blanques peó · c2 blanques peó · g2 blanques peó · h2 blanques peó · c1 blanques alfil · f1 blanques torre · g1 blanques rei | a8 negres torre · d8 negres dama · h8 negres rei · a7 negres peó · b7 negres cavall · e7 negres alfil · f7 negres peó · g7 negres torre · h7 negres peó · e6 negres peó · f6 blanques cavall · g6 negres peó · c5 negres peó · e5 blanques peó · f5 negres alfil · g5 blanques dama · d4 negres peó · f4 blanques peó · f3 blanques cavall · g3 blanques torre · a2 blanques peó · b2 blanques peó · c2 blanques peó · g2 blanques peó · h2 blanques peó · c1 blanques alfil · f1 blanques torre · g1 blanques rei | a8 negres torre · d8 negres dama · h8 negres rei · a7 negres peó · b7 negres cavall · e7 negres alfil · f7 negres peó · g7 negres torre · h7 negres peó · e6 negres peó · f6 blanques cavall · g6 negres peó · c5 negres peó · e5 blanques peó · f5 negres alfil · g5 blanques dama · d4 negres peó · f4 blanques peó · f3 blanques cavall · g3 blanques torre · a2 blanques peó · b2 blanques peó · c2 blanques peó · g2 blanques peó · h2 blanques peó · c1 blanques alfil · f1 blanques torre · g1 blanques rei | a8 negres torre · d8 negres dama · h8 negres rei · a7 negres peó · b7 negres cavall · e7 negres alfil · f7 negres peó · g7 negres torre · h7 negres peó · e6 negres peó · f6 blanques cavall · g6 negres peó · c5 negres peó · e5 blanques peó · f5 negres alfil · g5 blanques dama · d4 negres peó · f4 blanques peó · f3 blanques cavall · g3 blanques torre · a2 blanques peó · b2 blanques peó · c2 blanques peó · g2 blanques peó · h2 blanques peó · c1 blanques alfil · f1 blanques torre · g1 blanques rei | a8 negres torre · d8 negres dama · h8 negres rei · a7 negres peó · b7 negres cavall · e7 negres alfil · f7 negres peó · g7 negres torre · h7 negres peó · e6 negres peó · f6 blanques cavall · g6 negres peó · c5 negres peó · e5 blanques peó · f5 negres alfil · g5 blanques dama · d4 negres peó · f4 blanques peó · f3 blanques cavall · g3 blanques torre · a2 blanques peó · b2 blanques peó · c2 blanques peó · g2 blanques peó · h2 blanques peó · c1 blanques alfil · f1 blanques torre · g1 blanques rei | 8 |
| 7 | a8 negres torre · d8 negres dama · h8 negres rei · a7 negres peó · b7 negres cavall · e7 negres alfil · f7 negres peó · g7 negres torre · h7 negres peó · e6 negres peó · f6 blanques cavall · g6 negres peó · c5 negres peó · e5 blanques peó · f5 negres alfil · g5 blanques dama · d4 negres peó · f4 blanques peó · f3 blanques cavall · g3 blanques torre · a2 blanques peó · b2 blanques peó · c2 blanques peó · g2 blanques peó · h2 blanques peó · c1 blanques alfil · f1 blanques torre · g1 blanques rei | a8 negres torre · d8 negres dama · h8 negres rei · a7 negres peó · b7 negres cavall · e7 negres alfil · f7 negres peó · g7 negres torre · h7 negres peó · e6 negres peó · f6 blanques cavall · g6 negres peó · c5 negres peó · e5 blanques peó · f5 negres alfil · g5 blanques dama · d4 negres peó · f4 blanques peó · f3 blanques cavall · g3 blanques torre · a2 blanques peó · b2 blanques peó · c2 blanques peó · g2 blanques peó · h2 blanques peó · c1 blanques alfil · f1 blanques torre · g1 blanques rei | a8 negres torre · d8 negres dama · h8 negres rei · a7 negres peó · b7 negres cavall · e7 negres alfil · f7 negres peó · g7 negres torre · h7 negres peó · e6 negres peó · f6 blanques cavall · g6 negres peó · c5 negres peó · e5 blanques peó · f5 negres alfil · g5 blanques dama · d4 negres peó · f4 blanques peó · f3 blanques cavall · g3 blanques torre · a2 blanques peó · b2 blanques peó · c2 blanques peó · g2 blanques peó · h2 blanques peó · c1 blanques alfil · f1 blanques torre · g1 blanques rei | a8 negres torre · d8 negres dama · h8 negres rei · a7 negres peó · b7 negres cavall · e7 negres alfil · f7 negres peó · g7 negres torre · h7 negres peó · e6 negres peó · f6 blanques cavall · g6 negres peó · c5 negres peó · e5 blanques peó · f5 negres alfil · g5 blanques dama · d4 negres peó · f4 blanques peó · f3 blanques cavall · g3 blanques torre · a2 blanques peó · b2 blanques peó · c2 blanques peó · g2 blanques peó · h2 blanques peó · c1 blanques alfil · f1 blanques torre · g1 blanques rei | a8 negres torre · d8 negres dama · h8 negres rei · a7 negres peó · b7 negres cavall · e7 negres alfil · f7 negres peó · g7 negres torre · h7 negres peó · e6 negres peó · f6 blanques cavall · g6 negres peó · c5 negres peó · e5 blanques peó · f5 negres alfil · g5 blanques dama · d4 negres peó · f4 blanques peó · f3 blanques cavall · g3 blanques torre · a2 blanques peó · b2 blanques peó · c2 blanques peó · g2 blanques peó · h2 blanques peó · c1 blanques alfil · f1 blanques torre · g1 blanques rei | a8 negres torre · d8 negres dama · h8 negres rei · a7 negres peó · b7 negres cavall · e7 negres alfil · f7 negres peó · g7 negres torre · h7 negres peó · e6 negres peó · f6 blanques cavall · g6 negres peó · c5 negres peó · e5 blanques peó · f5 negres alfil · g5 blanques dama · d4 negres peó · f4 blanques peó · f3 blanques cavall · g3 blanques torre · a2 blanques peó · b2 blanques peó · c2 blanques peó · g2 blanques peó · h2 blanques peó · c1 blanques alfil · f1 blanques torre · g1 blanques rei | a8 negres torre · d8 negres dama · h8 negres rei · a7 negres peó · b7 negres cavall · e7 negres alfil · f7 negres peó · g7 negres torre · h7 negres peó · e6 negres peó · f6 blanques cavall · g6 negres peó · c5 negres peó · e5 blanques peó · f5 negres alfil · g5 blanques dama · d4 negres peó · f4 blanques peó · f3 blanques cavall · g3 blanques torre · a2 blanques peó · b2 blanques peó · c2 blanques peó · g2 blanques peó · h2 blanques peó · c1 blanques alfil · f1 blanques torre · g1 blanques rei | a8 negres torre · d8 negres dama · h8 negres rei · a7 negres peó · b7 negres cavall · e7 negres alfil · f7 negres peó · g7 negres torre · h7 negres peó · e6 negres peó · f6 blanques cavall · g6 negres peó · c5 negres peó · e5 blanques peó · f5 negres alfil · g5 blanques dama · d4 negres peó · f4 blanques peó · f3 blanques cavall · g3 blanques torre · a2 blanques peó · b2 blanques peó · c2 blanques peó · g2 blanques peó · h2 blanques peó · c1 blanques alfil · f1 blanques torre · g1 blanques rei | 7 |
| 6 | a8 negres torre · d8 negres dama · h8 negres rei · a7 negres peó · b7 negres cavall · e7 negres alfil · f7 negres peó · g7 negres torre · h7 negres peó · e6 negres peó · f6 blanques cavall · g6 negres peó · c5 negres peó · e5 blanques peó · f5 negres alfil · g5 blanques dama · d4 negres peó · f4 blanques peó · f3 blanques cavall · g3 blanques torre · a2 blanques peó · b2 blanques peó · c2 blanques peó · g2 blanques peó · h2 blanques peó · c1 blanques alfil · f1 blanques torre · g1 blanques rei | a8 negres torre · d8 negres dama · h8 negres rei · a7 negres peó · b7 negres cavall · e7 negres alfil · f7 negres peó · g7 negres torre · h7 negres peó · e6 negres peó · f6 blanques cavall · g6 negres peó · c5 negres peó · e5 blanques peó · f5 negres alfil · g5 blanques dama · d4 negres peó · f4 blanques peó · f3 blanques cavall · g3 blanques torre · a2 blanques peó · b2 blanques peó · c2 blanques peó · g2 blanques peó · h2 blanques peó · c1 blanques alfil · f1 blanques torre · g1 blanques rei | a8 negres torre · d8 negres dama · h8 negres rei · a7 negres peó · b7 negres cavall · e7 negres alfil · f7 negres peó · g7 negres torre · h7 negres peó · e6 negres peó · f6 blanques cavall · g6 negres peó · c5 negres peó · e5 blanques peó · f5 negres alfil · g5 blanques dama · d4 negres peó · f4 blanques peó · f3 blanques cavall · g3 blanques torre · a2 blanques peó · b2 blanques peó · c2 blanques peó · g2 blanques peó · h2 blanques peó · c1 blanques alfil · f1 blanques torre · g1 blanques rei | a8 negres torre · d8 negres dama · h8 negres rei · a7 negres peó · b7 negres cavall · e7 negres alfil · f7 negres peó · g7 negres torre · h7 negres peó · e6 negres peó · f6 blanques cavall · g6 negres peó · c5 negres peó · e5 blanques peó · f5 negres alfil · g5 blanques dama · d4 negres peó · f4 blanques peó · f3 blanques cavall · g3 blanques torre · a2 blanques peó · b2 blanques peó · c2 blanques peó · g2 blanques peó · h2 blanques peó · c1 blanques alfil · f1 blanques torre · g1 blanques rei | a8 negres torre · d8 negres dama · h8 negres rei · a7 negres peó · b7 negres cavall · e7 negres alfil · f7 negres peó · g7 negres torre · h7 negres peó · e6 negres peó · f6 blanques cavall · g6 negres peó · c5 negres peó · e5 blanques peó · f5 negres alfil · g5 blanques dama · d4 negres peó · f4 blanques peó · f3 blanques cavall · g3 blanques torre · a2 blanques peó · b2 blanques peó · c2 blanques peó · g2 blanques peó · h2 blanques peó · c1 blanques alfil · f1 blanques torre · g1 blanques rei | a8 negres torre · d8 negres dama · h8 negres rei · a7 negres peó · b7 negres cavall · e7 negres alfil · f7 negres peó · g7 negres torre · h7 negres peó · e6 negres peó · f6 blanques cavall · g6 negres peó · c5 negres peó · e5 blanques peó · f5 negres alfil · g5 blanques dama · d4 negres peó · f4 blanques peó · f3 blanques cavall · g3 blanques torre · a2 blanques peó · b2 blanques peó · c2 blanques peó · g2 blanques peó · h2 blanques peó · c1 blanques alfil · f1 blanques torre · g1 blanques rei | a8 negres torre · d8 negres dama · h8 negres rei · a7 negres peó · b7 negres cavall · e7 negres alfil · f7 negres peó · g7 negres torre · h7 negres peó · e6 negres peó · f6 blanques cavall · g6 negres peó · c5 negres peó · e5 blanques peó · f5 negres alfil · g5 blanques dama · d4 negres peó · f4 blanques peó · f3 blanques cavall · g3 blanques torre · a2 blanques peó · b2 blanques peó · c2 blanques peó · g2 blanques peó · h2 blanques peó · c1 blanques alfil · f1 blanques torre · g1 blanques rei | a8 negres torre · d8 negres dama · h8 negres rei · a7 negres peó · b7 negres cavall · e7 negres alfil · f7 negres peó · g7 negres torre · h7 negres peó · e6 negres peó · f6 blanques cavall · g6 negres peó · c5 negres peó · e5 blanques peó · f5 negres alfil · g5 blanques dama · d4 negres peó · f4 blanques peó · f3 blanques cavall · g3 blanques torre · a2 blanques peó · b2 blanques peó · c2 blanques peó · g2 blanques peó · h2 blanques peó · c1 blanques alfil · f1 blanques torre · g1 blanques rei | 6 |
| 5 | a8 negres torre · d8 negres dama · h8 negres rei · a7 negres peó · b7 negres cavall · e7 negres alfil · f7 negres peó · g7 negres torre · h7 negres peó · e6 negres peó · f6 blanques cavall · g6 negres peó · c5 negres peó · e5 blanques peó · f5 negres alfil · g5 blanques dama · d4 negres peó · f4 blanques peó · f3 blanques cavall · g3 blanques torre · a2 blanques peó · b2 blanques peó · c2 blanques peó · g2 blanques peó · h2 blanques peó · c1 blanques alfil · f1 blanques torre · g1 blanques rei | a8 negres torre · d8 negres dama · h8 negres rei · a7 negres peó · b7 negres cavall · e7 negres alfil · f7 negres peó · g7 negres torre · h7 negres peó · e6 negres peó · f6 blanques cavall · g6 negres peó · c5 negres peó · e5 blanques peó · f5 negres alfil · g5 blanques dama · d4 negres peó · f4 blanques peó · f3 blanques cavall · g3 blanques torre · a2 blanques peó · b2 blanques peó · c2 blanques peó · g2 blanques peó · h2 blanques peó · c1 blanques alfil · f1 blanques torre · g1 blanques rei | a8 negres torre · d8 negres dama · h8 negres rei · a7 negres peó · b7 negres cavall · e7 negres alfil · f7 negres peó · g7 negres torre · h7 negres peó · e6 negres peó · f6 blanques cavall · g6 negres peó · c5 negres peó · e5 blanques peó · f5 negres alfil · g5 blanques dama · d4 negres peó · f4 blanques peó · f3 blanques cavall · g3 blanques torre · a2 blanques peó · b2 blanques peó · c2 blanques peó · g2 blanques peó · h2 blanques peó · c1 blanques alfil · f1 blanques torre · g1 blanques rei | a8 negres torre · d8 negres dama · h8 negres rei · a7 negres peó · b7 negres cavall · e7 negres alfil · f7 negres peó · g7 negres torre · h7 negres peó · e6 negres peó · f6 blanques cavall · g6 negres peó · c5 negres peó · e5 blanques peó · f5 negres alfil · g5 blanques dama · d4 negres peó · f4 blanques peó · f3 blanques cavall · g3 blanques torre · a2 blanques peó · b2 blanques peó · c2 blanques peó · g2 blanques peó · h2 blanques peó · c1 blanques alfil · f1 blanques torre · g1 blanques rei | a8 negres torre · d8 negres dama · h8 negres rei · a7 negres peó · b7 negres cavall · e7 negres alfil · f7 negres peó · g7 negres torre · h7 negres peó · e6 negres peó · f6 blanques cavall · g6 negres peó · c5 negres peó · e5 blanques peó · f5 negres alfil · g5 blanques dama · d4 negres peó · f4 blanques peó · f3 blanques cavall · g3 blanques torre · a2 blanques peó · b2 blanques peó · c2 blanques peó · g2 blanques peó · h2 blanques peó · c1 blanques alfil · f1 blanques torre · g1 blanques rei | a8 negres torre · d8 negres dama · h8 negres rei · a7 negres peó · b7 negres cavall · e7 negres alfil · f7 negres peó · g7 negres torre · h7 negres peó · e6 negres peó · f6 blanques cavall · g6 negres peó · c5 negres peó · e5 blanques peó · f5 negres alfil · g5 blanques dama · d4 negres peó · f4 blanques peó · f3 blanques cavall · g3 blanques torre · a2 blanques peó · b2 blanques peó · c2 blanques peó · g2 blanques peó · h2 blanques peó · c1 blanques alfil · f1 blanques torre · g1 blanques rei | a8 negres torre · d8 negres dama · h8 negres rei · a7 negres peó · b7 negres cavall · e7 negres alfil · f7 negres peó · g7 negres torre · h7 negres peó · e6 negres peó · f6 blanques cavall · g6 negres peó · c5 negres peó · e5 blanques peó · f5 negres alfil · g5 blanques dama · d4 negres peó · f4 blanques peó · f3 blanques cavall · g3 blanques torre · a2 blanques peó · b2 blanques peó · c2 blanques peó · g2 blanques peó · h2 blanques peó · c1 blanques alfil · f1 blanques torre · g1 blanques rei | a8 negres torre · d8 negres dama · h8 negres rei · a7 negres peó · b7 negres cavall · e7 negres alfil · f7 negres peó · g7 negres torre · h7 negres peó · e6 negres peó · f6 blanques cavall · g6 negres peó · c5 negres peó · e5 blanques peó · f5 negres alfil · g5 blanques dama · d4 negres peó · f4 blanques peó · f3 blanques cavall · g3 blanques torre · a2 blanques peó · b2 blanques peó · c2 blanques peó · g2 blanques peó · h2 blanques peó · c1 blanques alfil · f1 blanques torre · g1 blanques rei | 5 |
| 4 | a8 negres torre · d8 negres dama · h8 negres rei · a7 negres peó · b7 negres cavall · e7 negres alfil · f7 negres peó · g7 negres torre · h7 negres peó · e6 negres peó · f6 blanques cavall · g6 negres peó · c5 negres peó · e5 blanques peó · f5 negres alfil · g5 blanques dama · d4 negres peó · f4 blanques peó · f3 blanques cavall · g3 blanques torre · a2 blanques peó · b2 blanques peó · c2 blanques peó · g2 blanques peó · h2 blanques peó · c1 blanques alfil · f1 blanques torre · g1 blanques rei | a8 negres torre · d8 negres dama · h8 negres rei · a7 negres peó · b7 negres cavall · e7 negres alfil · f7 negres peó · g7 negres torre · h7 negres peó · e6 negres peó · f6 blanques cavall · g6 negres peó · c5 negres peó · e5 blanques peó · f5 negres alfil · g5 blanques dama · d4 negres peó · f4 blanques peó · f3 blanques cavall · g3 blanques torre · a2 blanques peó · b2 blanques peó · c2 blanques peó · g2 blanques peó · h2 blanques peó · c1 blanques alfil · f1 blanques torre · g1 blanques rei | a8 negres torre · d8 negres dama · h8 negres rei · a7 negres peó · b7 negres cavall · e7 negres alfil · f7 negres peó · g7 negres torre · h7 negres peó · e6 negres peó · f6 blanques cavall · g6 negres peó · c5 negres peó · e5 blanques peó · f5 negres alfil · g5 blanques dama · d4 negres peó · f4 blanques peó · f3 blanques cavall · g3 blanques torre · a2 blanques peó · b2 blanques peó · c2 blanques peó · g2 blanques peó · h2 blanques peó · c1 blanques alfil · f1 blanques torre · g1 blanques rei | a8 negres torre · d8 negres dama · h8 negres rei · a7 negres peó · b7 negres cavall · e7 negres alfil · f7 negres peó · g7 negres torre · h7 negres peó · e6 negres peó · f6 blanques cavall · g6 negres peó · c5 negres peó · e5 blanques peó · f5 negres alfil · g5 blanques dama · d4 negres peó · f4 blanques peó · f3 blanques cavall · g3 blanques torre · a2 blanques peó · b2 blanques peó · c2 blanques peó · g2 blanques peó · h2 blanques peó · c1 blanques alfil · f1 blanques torre · g1 blanques rei | a8 negres torre · d8 negres dama · h8 negres rei · a7 negres peó · b7 negres cavall · e7 negres alfil · f7 negres peó · g7 negres torre · h7 negres peó · e6 negres peó · f6 blanques cavall · g6 negres peó · c5 negres peó · e5 blanques peó · f5 negres alfil · g5 blanques dama · d4 negres peó · f4 blanques peó · f3 blanques cavall · g3 blanques torre · a2 blanques peó · b2 blanques peó · c2 blanques peó · g2 blanques peó · h2 blanques peó · c1 blanques alfil · f1 blanques torre · g1 blanques rei | a8 negres torre · d8 negres dama · h8 negres rei · a7 negres peó · b7 negres cavall · e7 negres alfil · f7 negres peó · g7 negres torre · h7 negres peó · e6 negres peó · f6 blanques cavall · g6 negres peó · c5 negres peó · e5 blanques peó · f5 negres alfil · g5 blanques dama · d4 negres peó · f4 blanques peó · f3 blanques cavall · g3 blanques torre · a2 blanques peó · b2 blanques peó · c2 blanques peó · g2 blanques peó · h2 blanques peó · c1 blanques alfil · f1 blanques torre · g1 blanques rei | a8 negres torre · d8 negres dama · h8 negres rei · a7 negres peó · b7 negres cavall · e7 negres alfil · f7 negres peó · g7 negres torre · h7 negres peó · e6 negres peó · f6 blanques cavall · g6 negres peó · c5 negres peó · e5 blanques peó · f5 negres alfil · g5 blanques dama · d4 negres peó · f4 blanques peó · f3 blanques cavall · g3 blanques torre · a2 blanques peó · b2 blanques peó · c2 blanques peó · g2 blanques peó · h2 blanques peó · c1 blanques alfil · f1 blanques torre · g1 blanques rei | a8 negres torre · d8 negres dama · h8 negres rei · a7 negres peó · b7 negres cavall · e7 negres alfil · f7 negres peó · g7 negres torre · h7 negres peó · e6 negres peó · f6 blanques cavall · g6 negres peó · c5 negres peó · e5 blanques peó · f5 negres alfil · g5 blanques dama · d4 negres peó · f4 blanques peó · f3 blanques cavall · g3 blanques torre · a2 blanques peó · b2 blanques peó · c2 blanques peó · g2 blanques peó · h2 blanques peó · c1 blanques alfil · f1 blanques torre · g1 blanques rei | 4 |
| 3 | a8 negres torre · d8 negres dama · h8 negres rei · a7 negres peó · b7 negres cavall · e7 negres alfil · f7 negres peó · g7 negres torre · h7 negres peó · e6 negres peó · f6 blanques cavall · g6 negres peó · c5 negres peó · e5 blanques peó · f5 negres alfil · g5 blanques dama · d4 negres peó · f4 blanques peó · f3 blanques cavall · g3 blanques torre · a2 blanques peó · b2 blanques peó · c2 blanques peó · g2 blanques peó · h2 blanques peó · c1 blanques alfil · f1 blanques torre · g1 blanques rei | a8 negres torre · d8 negres dama · h8 negres rei · a7 negres peó · b7 negres cavall · e7 negres alfil · f7 negres peó · g7 negres torre · h7 negres peó · e6 negres peó · f6 blanques cavall · g6 negres peó · c5 negres peó · e5 blanques peó · f5 negres alfil · g5 blanques dama · d4 negres peó · f4 blanques peó · f3 blanques cavall · g3 blanques torre · a2 blanques peó · b2 blanques peó · c2 blanques peó · g2 blanques peó · h2 blanques peó · c1 blanques alfil · f1 blanques torre · g1 blanques rei | a8 negres torre · d8 negres dama · h8 negres rei · a7 negres peó · b7 negres cavall · e7 negres alfil · f7 negres peó · g7 negres torre · h7 negres peó · e6 negres peó · f6 blanques cavall · g6 negres peó · c5 negres peó · e5 blanques peó · f5 negres alfil · g5 blanques dama · d4 negres peó · f4 blanques peó · f3 blanques cavall · g3 blanques torre · a2 blanques peó · b2 blanques peó · c2 blanques peó · g2 blanques peó · h2 blanques peó · c1 blanques alfil · f1 blanques torre · g1 blanques rei | a8 negres torre · d8 negres dama · h8 negres rei · a7 negres peó · b7 negres cavall · e7 negres alfil · f7 negres peó · g7 negres torre · h7 negres peó · e6 negres peó · f6 blanques cavall · g6 negres peó · c5 negres peó · e5 blanques peó · f5 negres alfil · g5 blanques dama · d4 negres peó · f4 blanques peó · f3 blanques cavall · g3 blanques torre · a2 blanques peó · b2 blanques peó · c2 blanques peó · g2 blanques peó · h2 blanques peó · c1 blanques alfil · f1 blanques torre · g1 blanques rei | a8 negres torre · d8 negres dama · h8 negres rei · a7 negres peó · b7 negres cavall · e7 negres alfil · f7 negres peó · g7 negres torre · h7 negres peó · e6 negres peó · f6 blanques cavall · g6 negres peó · c5 negres peó · e5 blanques peó · f5 negres alfil · g5 blanques dama · d4 negres peó · f4 blanques peó · f3 blanques cavall · g3 blanques torre · a2 blanques peó · b2 blanques peó · c2 blanques peó · g2 blanques peó · h2 blanques peó · c1 blanques alfil · f1 blanques torre · g1 blanques rei | a8 negres torre · d8 negres dama · h8 negres rei · a7 negres peó · b7 negres cavall · e7 negres alfil · f7 negres peó · g7 negres torre · h7 negres peó · e6 negres peó · f6 blanques cavall · g6 negres peó · c5 negres peó · e5 blanques peó · f5 negres alfil · g5 blanques dama · d4 negres peó · f4 blanques peó · f3 blanques cavall · g3 blanques torre · a2 blanques peó · b2 blanques peó · c2 blanques peó · g2 blanques peó · h2 blanques peó · c1 blanques alfil · f1 blanques torre · g1 blanques rei | a8 negres torre · d8 negres dama · h8 negres rei · a7 negres peó · b7 negres cavall · e7 negres alfil · f7 negres peó · g7 negres torre · h7 negres peó · e6 negres peó · f6 blanques cavall · g6 negres peó · c5 negres peó · e5 blanques peó · f5 negres alfil · g5 blanques dama · d4 negres peó · f4 blanques peó · f3 blanques cavall · g3 blanques torre · a2 blanques peó · b2 blanques peó · c2 blanques peó · g2 blanques peó · h2 blanques peó · c1 blanques alfil · f1 blanques torre · g1 blanques rei | a8 negres torre · d8 negres dama · h8 negres rei · a7 negres peó · b7 negres cavall · e7 negres alfil · f7 negres peó · g7 negres torre · h7 negres peó · e6 negres peó · f6 blanques cavall · g6 negres peó · c5 negres peó · e5 blanques peó · f5 negres alfil · g5 blanques dama · d4 negres peó · f4 blanques peó · f3 blanques cavall · g3 blanques torre · a2 blanques peó · b2 blanques peó · c2 blanques peó · g2 blanques peó · h2 blanques peó · c1 blanques alfil · f1 blanques torre · g1 blanques rei | 3 |
| 2 | a8 negres torre · d8 negres dama · h8 negres rei · a7 negres peó · b7 negres cavall · e7 negres alfil · f7 negres peó · g7 negres torre · h7 negres peó · e6 negres peó · f6 blanques cavall · g6 negres peó · c5 negres peó · e5 blanques peó · f5 negres alfil · g5 blanques dama · d4 negres peó · f4 blanques peó · f3 blanques cavall · g3 blanques torre · a2 blanques peó · b2 blanques peó · c2 blanques peó · g2 blanques peó · h2 blanques peó · c1 blanques alfil · f1 blanques torre · g1 blanques rei | a8 negres torre · d8 negres dama · h8 negres rei · a7 negres peó · b7 negres cavall · e7 negres alfil · f7 negres peó · g7 negres torre · h7 negres peó · e6 negres peó · f6 blanques cavall · g6 negres peó · c5 negres peó · e5 blanques peó · f5 negres alfil · g5 blanques dama · d4 negres peó · f4 blanques peó · f3 blanques cavall · g3 blanques torre · a2 blanques peó · b2 blanques peó · c2 blanques peó · g2 blanques peó · h2 blanques peó · c1 blanques alfil · f1 blanques torre · g1 blanques rei | a8 negres torre · d8 negres dama · h8 negres rei · a7 negres peó · b7 negres cavall · e7 negres alfil · f7 negres peó · g7 negres torre · h7 negres peó · e6 negres peó · f6 blanques cavall · g6 negres peó · c5 negres peó · e5 blanques peó · f5 negres alfil · g5 blanques dama · d4 negres peó · f4 blanques peó · f3 blanques cavall · g3 blanques torre · a2 blanques peó · b2 blanques peó · c2 blanques peó · g2 blanques peó · h2 blanques peó · c1 blanques alfil · f1 blanques torre · g1 blanques rei | a8 negres torre · d8 negres dama · h8 negres rei · a7 negres peó · b7 negres cavall · e7 negres alfil · f7 negres peó · g7 negres torre · h7 negres peó · e6 negres peó · f6 blanques cavall · g6 negres peó · c5 negres peó · e5 blanques peó · f5 negres alfil · g5 blanques dama · d4 negres peó · f4 blanques peó · f3 blanques cavall · g3 blanques torre · a2 blanques peó · b2 blanques peó · c2 blanques peó · g2 blanques peó · h2 blanques peó · c1 blanques alfil · f1 blanques torre · g1 blanques rei | a8 negres torre · d8 negres dama · h8 negres rei · a7 negres peó · b7 negres cavall · e7 negres alfil · f7 negres peó · g7 negres torre · h7 negres peó · e6 negres peó · f6 blanques cavall · g6 negres peó · c5 negres peó · e5 blanques peó · f5 negres alfil · g5 blanques dama · d4 negres peó · f4 blanques peó · f3 blanques cavall · g3 blanques torre · a2 blanques peó · b2 blanques peó · c2 blanques peó · g2 blanques peó · h2 blanques peó · c1 blanques alfil · f1 blanques torre · g1 blanques rei | a8 negres torre · d8 negres dama · h8 negres rei · a7 negres peó · b7 negres cavall · e7 negres alfil · f7 negres peó · g7 negres torre · h7 negres peó · e6 negres peó · f6 blanques cavall · g6 negres peó · c5 negres peó · e5 blanques peó · f5 negres alfil · g5 blanques dama · d4 negres peó · f4 blanques peó · f3 blanques cavall · g3 blanques torre · a2 blanques peó · b2 blanques peó · c2 blanques peó · g2 blanques peó · h2 blanques peó · c1 blanques alfil · f1 blanques torre · g1 blanques rei | a8 negres torre · d8 negres dama · h8 negres rei · a7 negres peó · b7 negres cavall · e7 negres alfil · f7 negres peó · g7 negres torre · h7 negres peó · e6 negres peó · f6 blanques cavall · g6 negres peó · c5 negres peó · e5 blanques peó · f5 negres alfil · g5 blanques dama · d4 negres peó · f4 blanques peó · f3 blanques cavall · g3 blanques torre · a2 blanques peó · b2 blanques peó · c2 blanques peó · g2 blanques peó · h2 blanques peó · c1 blanques alfil · f1 blanques torre · g1 blanques rei | a8 negres torre · d8 negres dama · h8 negres rei · a7 negres peó · b7 negres cavall · e7 negres alfil · f7 negres peó · g7 negres torre · h7 negres peó · e6 negres peó · f6 blanques cavall · g6 negres peó · c5 negres peó · e5 blanques peó · f5 negres alfil · g5 blanques dama · d4 negres peó · f4 blanques peó · f3 blanques cavall · g3 blanques torre · a2 blanques peó · b2 blanques peó · c2 blanques peó · g2 blanques peó · h2 blanques peó · c1 blanques alfil · f1 blanques torre · g1 blanques rei | 2 |
| 1 | a8 negres torre · d8 negres dama · h8 negres rei · a7 negres peó · b7 negres cavall · e7 negres alfil · f7 negres peó · g7 negres torre · h7 negres peó · e6 negres peó · f6 blanques cavall · g6 negres peó · c5 negres peó · e5 blanques peó · f5 negres alfil · g5 blanques dama · d4 negres peó · f4 blanques peó · f3 blanques cavall · g3 blanques torre · a2 blanques peó · b2 blanques peó · c2 blanques peó · g2 blanques peó · h2 blanques peó · c1 blanques alfil · f1 blanques torre · g1 blanques rei | a8 negres torre · d8 negres dama · h8 negres rei · a7 negres peó · b7 negres cavall · e7 negres alfil · f7 negres peó · g7 negres torre · h7 negres peó · e6 negres peó · f6 blanques cavall · g6 negres peó · c5 negres peó · e5 blanques peó · f5 negres alfil · g5 blanques dama · d4 negres peó · f4 blanques peó · f3 blanques cavall · g3 blanques torre · a2 blanques peó · b2 blanques peó · c2 blanques peó · g2 blanques peó · h2 blanques peó · c1 blanques alfil · f1 blanques torre · g1 blanques rei | a8 negres torre · d8 negres dama · h8 negres rei · a7 negres peó · b7 negres cavall · e7 negres alfil · f7 negres peó · g7 negres torre · h7 negres peó · e6 negres peó · f6 blanques cavall · g6 negres peó · c5 negres peó · e5 blanques peó · f5 negres alfil · g5 blanques dama · d4 negres peó · f4 blanques peó · f3 blanques cavall · g3 blanques torre · a2 blanques peó · b2 blanques peó · c2 blanques peó · g2 blanques peó · h2 blanques peó · c1 blanques alfil · f1 blanques torre · g1 blanques rei | a8 negres torre · d8 negres dama · h8 negres rei · a7 negres peó · b7 negres cavall · e7 negres alfil · f7 negres peó · g7 negres torre · h7 negres peó · e6 negres peó · f6 blanques cavall · g6 negres peó · c5 negres peó · e5 blanques peó · f5 negres alfil · g5 blanques dama · d4 negres peó · f4 blanques peó · f3 blanques cavall · g3 blanques torre · a2 blanques peó · b2 blanques peó · c2 blanques peó · g2 blanques peó · h2 blanques peó · c1 blanques alfil · f1 blanques torre · g1 blanques rei | a8 negres torre · d8 negres dama · h8 negres rei · a7 negres peó · b7 negres cavall · e7 negres alfil · f7 negres peó · g7 negres torre · h7 negres peó · e6 negres peó · f6 blanques cavall · g6 negres peó · c5 negres peó · e5 blanques peó · f5 negres alfil · g5 blanques dama · d4 negres peó · f4 blanques peó · f3 blanques cavall · g3 blanques torre · a2 blanques peó · b2 blanques peó · c2 blanques peó · g2 blanques peó · h2 blanques peó · c1 blanques alfil · f1 blanques torre · g1 blanques rei | a8 negres torre · d8 negres dama · h8 negres rei · a7 negres peó · b7 negres cavall · e7 negres alfil · f7 negres peó · g7 negres torre · h7 negres peó · e6 negres peó · f6 blanques cavall · g6 negres peó · c5 negres peó · e5 blanques peó · f5 negres alfil · g5 blanques dama · d4 negres peó · f4 blanques peó · f3 blanques cavall · g3 blanques torre · a2 blanques peó · b2 blanques peó · c2 blanques peó · g2 blanques peó · h2 blanques peó · c1 blanques alfil · f1 blanques torre · g1 blanques rei | a8 negres torre · d8 negres dama · h8 negres rei · a7 negres peó · b7 negres cavall · e7 negres alfil · f7 negres peó · g7 negres torre · h7 negres peó · e6 negres peó · f6 blanques cavall · g6 negres peó · c5 negres peó · e5 blanques peó · f5 negres alfil · g5 blanques dama · d4 negres peó · f4 blanques peó · f3 blanques cavall · g3 blanques torre · a2 blanques peó · b2 blanques peó · c2 blanques peó · g2 blanques peó · h2 blanques peó · c1 blanques alfil · f1 blanques torre · g1 blanques rei | a8 negres torre · d8 negres dama · h8 negres rei · a7 negres peó · b7 negres cavall · e7 negres alfil · f7 negres peó · g7 negres torre · h7 negres peó · e6 negres peó · f6 blanques cavall · g6 negres peó · c5 negres peó · e5 blanques peó · f5 negres alfil · g5 blanques dama · d4 negres peó · f4 blanques peó · f3 blanques cavall · g3 blanques torre · a2 blanques peó · b2 blanques peó · c2 blanques peó · g2 blanques peó · h2 blanques peó · c1 blanques alfil · f1 blanques torre · g1 blanques rei | 1 |
|   | a | b | c | d | e | f | g | h |   |

El mig joc en escacs és un concepte que es refereix a la fase de la partida que ocorre després de l'obertura. No hi ha una línia divisòria clara entre l'obertura i el mig joc, ni tampoc entre el mig joc i la fase posterior, el final. En escacs moderns, els moviments de l'obertura condueixen i s'integren sovint en el mig joc, de manera que no hi ha una distinció clara entre fases. A nivell elemental, podem dir que el mig joc es produeix quan ambdós jugadors han completat el desenvolupament de la majoria de les peces, i el rei ha estat posat en relativa seguretat.
El mig joc acaba derivant en un final. Hi ha diferents opinions i criteris relatius a quan acaba el mig joc i quan comença el final (vegeu el començament del final). Factors com ara el control del centre són menys importants en el final que en el mig joc. Als finals, el nombre de peces i de peons és reduït, i tot i que hi ha discrepàncies sobre quan una posició pot considerar-se un final, sobretot pel que fa al canvi de dames, en general podria dir-se que quan els reis estan prou segurs com per jugar un rol actiu, llavors ens trobem en un final.
La teoria del mig joc és menys desenvolupada que l'equivalent per les obertures o els escacs. Atès que les posicions de mig joc són úniques per cada partida, la memorització de variants teòriques no és possible tal com es fa amb les obertures. Igualment, usualment hi ha massa peces al tauler com per tal que les posicions siguin completament analitzades de la mateixa manera que es pot fer en els finals simples.

## Objectius del mig joc
The Middle Game in Chess (el mig joc en escacs), de Reuben Fine enumera tres factors principals en el mig joc: la seguretat dels reis, força (material), i mobilitat, tot i que no tots tenen la mateixa importància. Si la seguretat del rei és un problema greu, un ben executat atac contra el rei pot fer que qualsevol altre factor sigui irrellevant.
El material és un altre factor important a considerar; Fine indica que si tots els altres factors estan equilibrats, llavors qualsevol avantatge material hauria de ser decisiu. D'acord amb en Fine, l'avantatge material no dona normalment possibilitats immediates de fer un atac directe de mat, llevat que l'avantatge sigui molt important (una torre o més, però pot ser usat per tal de guanyar més material i, per tant, obtenir avantatge decisiu en el final.
El punt clau de la mobilitat és assegurar que les peces tinguin un ampli radi d'acció i objectius per atacar. El concepte és en gran manera de naturalesa estratègic, i inclou conceptes com ara l'espai, les debilitats de peons (ja que els peons febles poden obligar les peces a mantenir tasques defensives, la qual cosa redueix la seva mobilitat), i assegurar caselles fortes per les peces.
L'estratègia requerida per conduir el mig joc pot variar considerablement. Algunes posicions de mig joc presenten centres tancats, i requereixen maniobres rere les línies, mentre que d'altres posicions de mig joc són obertes, amb ambdós jugadors intentant guanyar o conservar la iniciativa. Dan Heisman ha destacat tres situacions que poden alterar significativament el tipus de mig joc.
En primer lloc, si els reis estan enrocats en flancs oposats, i les dames romanen al tauler, la posició pot ser molt violenta, amb ambdós jugadors intentant assaltar el rei enemic. Les consideracions materials són sovint secundàries per seguir atacant, i pot ser fins i tot avantatjós perdre peons de les mateixes columnes on hi hagi l'enroc enemic, per tal d'obrir línies per les torres i la dama.
En segon lloc, en posicions en què l'estructura de peons és estàtica i bloquejada, també s'hi poden veure atacs mutus, ja que els jugadors sovint trien jugar al flanc en què tenen més espai (en general, el flanc en què els seus peons estan més avançats). El temps és una preocupació menor en aquesta mena de mig joc, cosa que permet maniobres a llarg termini. Els jugadors intenten enfortir les seves posicions i afeblir la de l'oponent. Tots dos jugadors han d'estar atents a les ruptures de peó, i a la possibilitat de prendre avantatge de les columnes obertes que se'n puguin derivar.
En tercer lloc, si un jugador té un avantatge aclaparador de material i està guanyant clarament, el jugador més fort en general es pot donar el luxe de violar diversos dels principis del mig joc normal per tal de passar al final. Per exemple, canviar dames pot ser una opció viable, encara que sigui a costa d'una estructura de peons ruïnosa.

## Transició al final
No totes les partides arriben a un final, ja que ho pot evitar un atac sobre el rei, o una combinació que dugui a grans guanys materials, durant el propi mig joc. D'altres vegades, un avantatge necessita ser conduït cap al final, i aprendre com fer canvis que portin a un final favorable, és una habilitat important.
La darrera cosa que succeeix en un mig joc és la preparació del final. Atès que molts finals giren al voltant del tema de la promoció d'un peó, normalment és bo tenir-ho al cap quan es fan canvis en el mig joc. Per exemple, el Campió del món Max Euwe considerava la majoria de peons al flanc de dama un avantatge, ja que aquest factor podia ser usat per crear un peó passat.